# تاکوما آوشیما
تاکوما آوشیما (انگلیسی: Takuma Aoshima؛ زادهٔ ۶ آوریل ۱۹۹۳) بازیکن فوتبال اهل ژاپن است.